# 183rd Street
183rd Street – stacja początkowa metra nowojorskiego, na linii 4. Znajduje się w dzielnicy Bronx, w Nowym Jorku i zlokalizowana jest pomiędzy stacjami Fordham Road i Burnside Avenue. Została otwarta 2 czerwca 1917.